# Yumi Uchiyama
Pour les articles homonymes, voir Uchiyama.
Yumi Uchiyama (内山 夕実, Uchiyama Yumi), née le 30 octobre 1987 à Tokyo, est une seiyū japonaise.

## Rôles

### Anime
- L'Ère des Cristaux : Rutile
- Nisekoi : Ruri Miyamoto
- Overlord : Mare Bello Fiore
- Re:Zero kara Hajimeru Isekai Seikatsu : Pack
- Rinne : Kuromitsu
- Strike the Blood : Yuuma Tokoyogi
- The Heroic Legend of Arslan : Etoile
- Radiant : Hameline

### OVA
- Nisekoi : Ruri Miyamoto